# 백야 3.98
《백야 3.98》(白夜 3.98)은 1998년 8월 31일부터 1998년 11월 3일까지 매주 월요일, 화요일 밤 21시 55분에 SBS에서 특별기획으로 방영되었던 월화드라마이며 담당 PD(김종학)는 SBS 프로덕션으로 이적한 뒤 처음 연출한 모래시계 이후 영화사(제이콤)를 설립한 뒤 CJ엔터테인먼트와 손을 잡고 영화 인샬라 바리케이드 산부인과 억수탕을 제작했으나 모두 흥행에 실패한 후 한동안 슬럼프에 빠졌다가 해당 드라마로 연출활동을 재개했다.
하지만, 담당 PD(김종학)의 전 연출작인 '모래시계' 류의 자기복제에 안주한 점, 연기자들의 어색한 러시아어, 허술한 컴퓨터 그래픽, 수준 미달의 작가의 필력, 식상하고 늘어지는 전개 등의 여러 가지 이유로 인해 시청률 부진을 면치 못하여 흥행에 실패했으며 <백야 3.98>은 SBS 프로덕션의 마지막 평일 미니시리즈 작품이 됐다.

## 기획 의도
- 냉전 이데올로기가 무너진 이후, 급속하게 재편 되는 한반도 상황에서 한민족의 공감대를 모색 하고 합리적인 역사의식을 제시한다.
- 국가의 이익을 위해 대결하는 택형과 경빈, 극한 상황에서도 사랑을 이룬 아나스타샤 그리고 영준과 성심. 이들을 통해 절박한 상황에서 피어 나는 인간 본능과 애절한 사랑을 이국적인 러시아를 배경으로 펼쳐갈 것이다.
- 최첨단 핵무기와 관련된 음모를 둘러싼 남북한 그리고 미국, 러시아 등의 정보기관이 벌이는 첩보전을 초대형 액션 드라마로 그릴 것이다.

## 등장 인물

### 권택형 주변 인물
- 최민수: 권택형 역 - 인민무력부 소속인 중좌
- 김정우 → 김민성: 권택형 아역
- 정형기: 권기욱 대좌 역 - 권택형의 아버지, 124군부대 대장
- 김은숙: 권택형의 어머니 역 - 권기욱 대좌의 부인
- 이석: 권동욱 중좌 역 - 권택형의 숙부, 장백호부대 대장

### 아나스타샤 주변 인물
- 심은하: 아나스타샤 장 역 - 소련 핵물리학자 아나툴리 장의 딸, 러시아 연방보안국(FSB) 요원
- 권해광 → 이은주: 아나스타샤 장 아역
- 박웅: 아나툴리 장 역 - 아나스타샤의 아버지, 핵물리학자 소련 이르쿠츠크 햄스터 기지 원자력 연구소 부소장
- 조경환: 유리 김 역 - 체첸 마피아 보스
- 신현준: 표트르 김 역 - 유리 김의 아들

### 민경빈 주변 인물
- 이병헌: 민경빈 역 - 전 공군 중위, 국가안전기획부 요원
- 신주호 → 이종수: 민경빈 아역
- 임혁주: 민세윤 역 - 민경빈의 아버지, 종로경찰서 경감
- 박순천: 민경빈의 어머니 역
- 김영애: 홍영숙 역 - 홍정연의 고모, 국가안전기획부 러시아 총영사
- 김명국: 국가안전기획부 요원 역
- 유준상: 김진석 역 - 국가안전기획부 요원
- 이정호: 김진석 아역
- 김예령: 최상규 소령의 부인 역
- 박은빈: 최소영 역 - 최상규 소령의 딸
- 남성훈: 국가안전기획부장 역
- 조형기: 박선배 역 - 국가안전기획부 소속 러시아 파견 요원
- 이승형: 국가안전기획부 소속 러시아 파견 요원 역
- 이희도: 카자흐 김 역 - 국가안전기획부 소속 카자흐스탄 파견 요원

### 홍정연 주변 인물
- 홍정연: 홍정연 역 - 홍영숙의 조카
- 송혜교: 홍정연 아역

### 이영준 주변 인물
- 이정재: 이영준 역 - 이영후 소좌 동생
- 최종환: 이영후 소좌 역 - 장백호부대 부대장
- 남나경: 윤숙경 역 - 이영후 소좌의 부인
- 곽정욱: 이민기 역 - 이영후 소좌의 아들
- 손호균: 야스다 역 - 평양 건달 두목
- 윤용현: 야스다 부하 역
- 김기범: 악어 역 - 야스다 부하
- 정의갑: 왕새우 역 - 야스다 부하

### 오성심 주변 인물
- 진희경: 오성심 역 - 오극철 상장의 딸
- 김병기: 오극철 상장 역 - 인민무력부장
- 송민형: 오극철 상장 수행 부관 역

### 와일드 캣 주변 인물
- 심양홍: 와일드 캣 추락 사건 조사위원회 위원장 역
- 정동환: 우 대령 역 - 와일드 캣 추락 사건 조사위원

### 장백호 부대 주변 인물
- 이기영: 최득구 역 - 장백호부대 사형수 출신
- 김세준: 오대규 역 - 장백호부대 군의관
- 정웅인: 백승제 역 - 장백호부대 통신병

### 기타
- 박상원: 최상규 역 - 공군 소령
- 정성모: 김일구 역 - 전 공군 중위

## 결방 사유 및 편성 변경
- 원래 1997년 12월 첫 방송 예정이었지만[5] 캐스팅 문제[6] 등의 이유 탓인지 1998년 2월 말로 편성이 바뀌었으나[7], 대부분을 러시아에서 촬영했던 탓에[8] 같은 해 8월로 첫 방송일이 변경됐다.
- 1998년 10월 5일 : 11회, 12회 연속 방송
- 1998년 10월 6일 : 특선영화 <파이널 디시전> 편성[9]으로 인해 결방

## 참고 사항
- 왕희지(본명 김경아)가 맡았던 홍정연 역은 당초 진재영이 낙점됐으나[10] 매니저와의 불화로[11] 출연을 포기하자 왕희지가 대타로 들어갔다.
- 공군 소령 최상규 역으로 우정 출연했던 박상원은 민경빈 역(이병헌 분) 물망에 한때 거론되었다[12].
- 김승우가 민경빈 역[12] 물망에 한때 거론되었으나 영화 촬영 등의 이유로 <백야 3.98> 뿐 아니라 KBS 2TV <웨딩드레스> 캐스팅 등을 고사했다.
- 담당 PD 김종학의 전작이기도 한 '모래시계' 류의 자기복제에 안주한 점, 연기자들의 어색한 러시아어, 허술한 컴퓨터 그래픽, 수준 미달의 작가의 필력, 식상하고 늘어지는 전개 등의 여러 가지 이유로 인해 시청률이 폭락하고 결국 실패하고 말았다.[13][14]
- 98년 최악의 드라마 3위에 선정[15] 되는 불명예를 안았다.
- 한편, 이 작품은 당초 1997년 말 방영될 예정이었으며 심은하(아나스타샤 역)과 이정재(이영준 역)는 해당 드라마에 앞서 MBC 예스터데이 캐스팅 제의를 받았으나 약속을 어기고 <백야 3.98>로 가버려[16] MBC 측으로 항의를 받아 예스터데이 출연이 무산되었으며, 이 과정에서 심은하에게는 'MBC 출연정지' 징계[17]가 내려져야 했다.
- 심은하(아나스타샤 역)는 해당 드라마 첫 방영을 얼마 앞둔 1998년 8월 2일 오전 혈중 알코올농도 0.098% 상태에서 승용차를 운전하여 서울 방배경찰서로부터 도로교통법 위반 혐의로 불구속 입건됐다.[18]
- 담당 PD 김종학은 해당 드라마 종영 1달 뒤인 1998년 12월 23일 음주운전을 하여 다음 날 서울 성동경찰서로부터 도로교통법위반 혐의로 불구속 입건되어 100일 면허정지 처분을 받았다.[19]